# Park Antoniuk
Park Antoniuk – park o powierzchni 18 ha na osiedlu Antoniuk w Białymstoku.

## Historia parku
Powstał w II połowie lat 70. XX wieku w celu zapewnienia warunków do odpoczynku i rekreacji mieszkańcom osiedla Przyjazń (obecnie Antoniuk, Dziesięciny I, Wysoki Stoczek i Młodych). Wybudowali go, podczas zajęć praktycznych, w czynie społecznym uczniowie pobliskiego Zespołu Szkół Melioracji Wodnych.

## Opis parku
Położony przy ul. Wierzbowej w dolinie rzeki Białej.
W parku znajduje się plac zabaw dla dzieci, sad z wieloma gatunkami drzew owocowych i górka do zjazdów zimą na sankach.